# Stenaspilatodes antidiscaria
Stenaspilatodes antidiscaria är en fjärilsart som beskrevs av Walker 1863. Stenaspilatodes antidiscaria ingår i släktet Stenaspilatodes och familjen mätare. Inga underarter finns listade i Catalogue of Life.